# Châteauroux Classic de l'Indre
La Châteauroux Classic de l'Indre és una competició ciclista d'un sol dia que es disputa anualment per les carreteres del voltant de Châteauroux, al departament de l'Indre, França, durant el mes d'agost.
La primera edició es disputà el 2004, sent guanyada pel belarús Aliaksandr Kuchynski. Anthony Ravard, amb tres victòries és el ciclista que més vegades l'ha guanyat.

## Palmarès
| Any  | Vencedor             | Segon             | Tercer             |
| ---- | -------------------- | ----------------- | ------------------ |
| 2004 | Aliaksandr Kuchynski | José Luis Rubiera | Cédric Hervé       |
| 2005 | Jimmy Casper         | Danilo Napolitano | Jean-Patrick Nazon |
| 2006 | Nicolas Vogondy      | Stefano Cavallari | Shinichi Fukushima |
| 2007 | Christopher Sutton   | Aurélien Clerc    | Stefan van Dijk    |
| 2008 | Anthony Ravard       | Steve Chainel     | Romain Feillu      |
| 2009 | Jimmy Casper         | Romain Feillu     | Anthony Ravard     |
| 2010 | Anthony Ravard       | Romain Feillu     | Enrico Rossi       |
| 2011 | Anthony Ravard       | Iauhèn Hutaròvitx | Jasper Bovenhuis   |
| 2012 | Rafael Andriato      | Iauhèn Hutaròvitx | Yohann Gène        |
| 2013 | Bryan Coquard        | Mattia Gavazzi    | Francesco Chicchi  |
| 2014 | Iljo Keisse          | Romain Feillu     | Roy Jans           |